# 北海道道143号北見白糠線

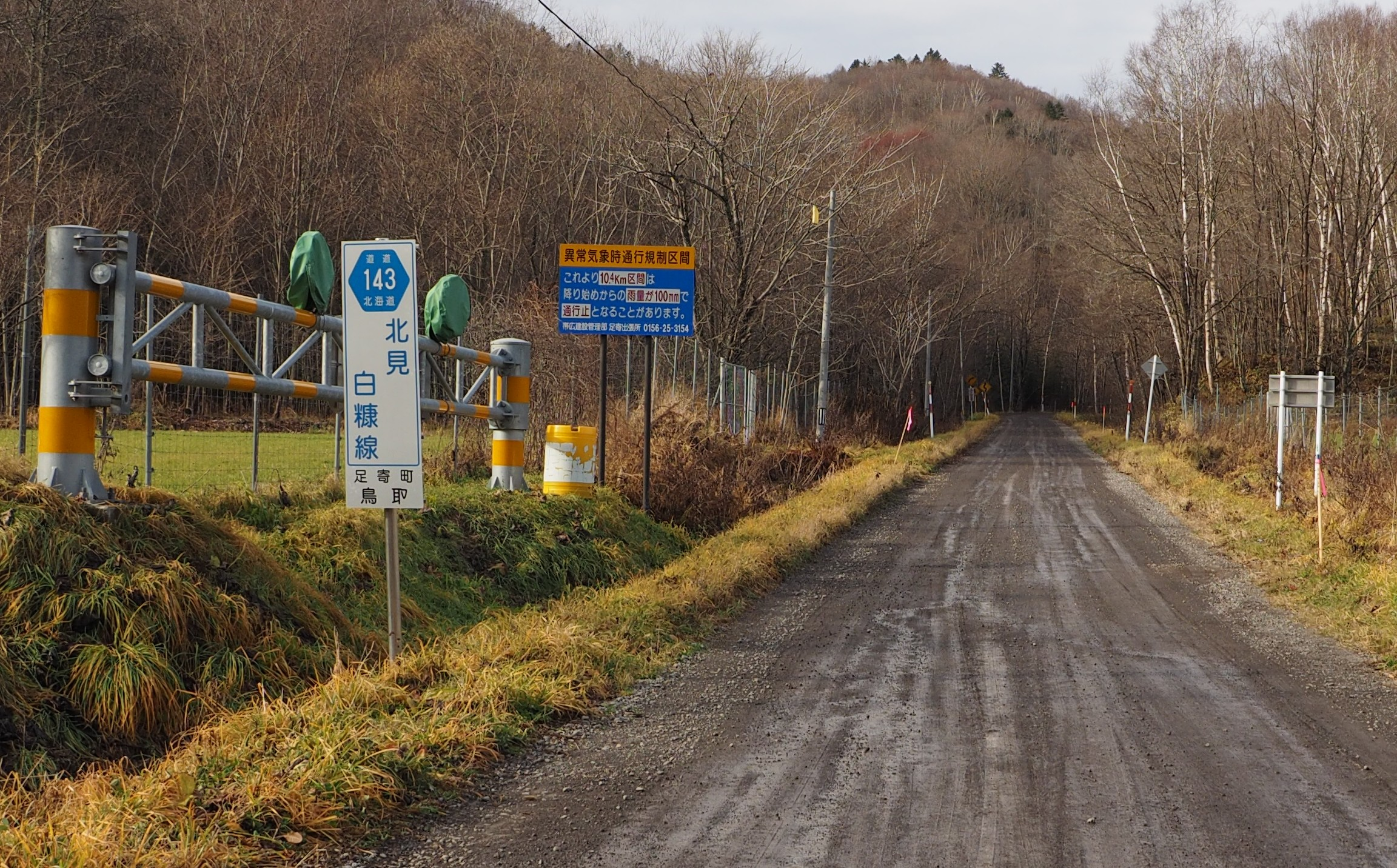
北海道道143号北見白糠線
（足寄郡足寄町鳥取）

北海道道143号北見白糠線（ほっかいどうどう143ごう きたみしらぬかせん）は、北海道北見市と白糠郡白糠町を結ぶ北海道道（主要地方道）である。2箇所で未開通区間がある。

## 概要

### 路線データ
- 起点：北海道北見市豊田（国道39号交点）
- 終点：北海道白糠郡白糠町二股（国道274号交点）
- 総延長：65.4 km[要出典]

## 歴史
- 1993年（平成5年）5月11日 - 建設省から、道道訓子府相内線・道道訓子府陸別線・道道陸別上足寄線・道道白糠足寄線が北見白糠線として主要地方道に指定される[1]。
- 1994年（平成6年）
  - 4月1日 - 1106号として路線認定[2]。
  - 10月1日 - 路線番号を143号に変更[3]。
- 2005年（平成17年）度 - 未開通区間である、足寄町上足寄 - 白糠町上茶路間の事業中止が決まる[4]。

## 路線状況

### 重複区間
- 北海道道261号置戸福野北見線：常呂郡訓子府町福野 - 訓子府町高園
- 北海道道620号苫務小利別停車場線：足寄郡陸別町小利別
- 国道242号：陸別町小利別 - 陸別町陸別
- 北海道道51号津別陸別線：陸別町陸別

### 未開通区間
- 足寄町上足寄 - 足寄町上螺湾
- 足寄町上螺湾 - 白糠町

未開通区間の建設工事は2005年に中止されたため、全線開通の可能性は低い。

## 地理

### 通過する自治体
- オホーツク総合振興局
  - 北見市
  - 常呂郡訓子府町
- 十勝総合振興局
  - 足寄郡陸別町
  - 足寄郡足寄町
- 釧路総合振興局
  - 白糠郡白糠町

### 交差する道路
北見市
- 国道39号 - 豊田（起点）

訓子府町
- 北海道道261号置戸福野北見線 - 福野
- 北海道道261号置戸福野北見線 - 高園
- 北海道道50号北見置戸線 - 大町

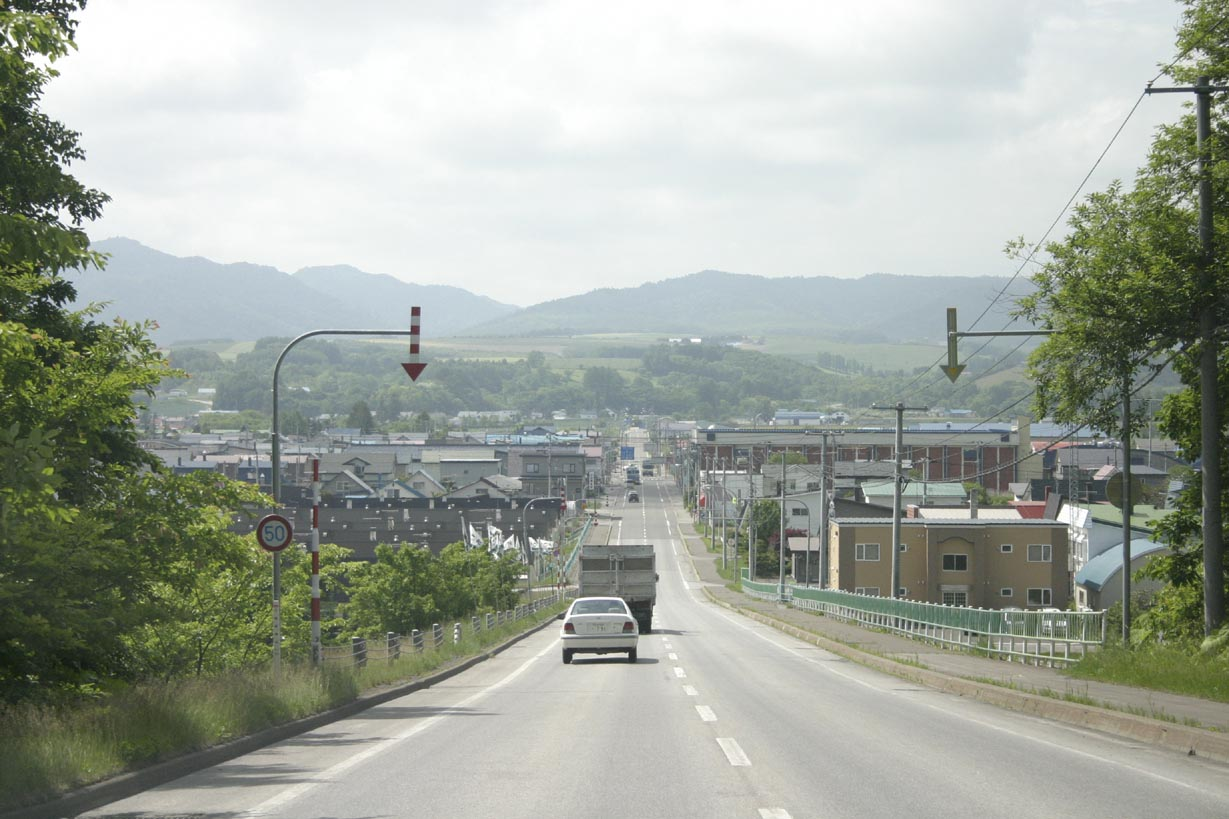
北海道道143号北見白糠線
（常呂郡訓子府町）

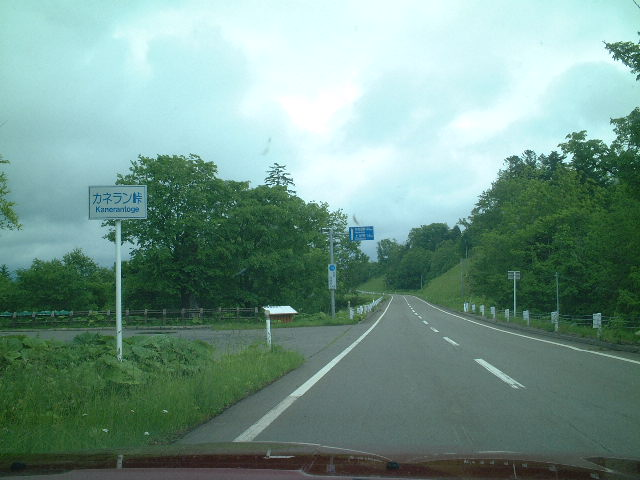
北海道道143号北見白糠線
（カネラン峠、足寄郡足寄町上足寄）

- 北海道道986号置戸訓子府北見線 - 清住
- 十勝オホーツク自動車道 訓子府IC - 清住

陸別町
- 北海道道620号苫務小利別停車場線 - 小利別
- 国道242号 - 小利別
- 国道242号 - 陸別
- 北海道道51号津別陸別線 - 陸別
- 北海道道502号斗満陸別停車場線 - 陸別
- 北海道道51号津別陸別線 - 陸別

足寄町
- 国道241号 - 上足寄

（この間未開通）
- 北海道道664号モアショロ原野螺湾足寄停車場線 - 上螺湾

（この間未開通）
白糠町
- 国道274号（国道392号重複） - 二股（終点）

#### 沿線にある施設など
訓子府町
- 大橋駐車場 - 東屋やトイレが整備されており、道路標識では「緊急避難所」とも案内されている。

陸別町
- 陸別郵便局
- 陸別町役場